# Staurellina trypetopsis
Staurellina trypetopsis är en tvåvingeart som beskrevs av Erich Martin Hering 1941. Staurellina trypetopsis ingår i släktet Staurellina och familjen borrflugor.
Artens utbredningsområde är Myanmar. Inga underarter finns listade i Catalogue of Life.